# Torneo NSFL Tackle Élite 2005
Il Torneo NSFL Tackle Élite 2005 è stato la 1ª edizione del campionato di football americano di prima squadra, organizzato dalla NSFL.

## Squadre partecipanti
| Club                 | Città             | Stadio | Sponsor ufficiale |
| -------------------- | ----------------- | ------ | ----------------- |
| Fribourg Cardinals   | Friburgo          |        |                   |
| La Côte Centurions   | Gland             |        |                   |
| Lausanne Sharks      | Losanna           |        |                   |
| Monthey Rhinos       | Monthey           |        |                   |
| Tour de Peilz Saints | La Tour-de-Peilz  |        |                   |
| Yverdon Ducs         | Yverdon-les-Bains |        |                   |

## Stagione regolare

### Calendario

#### 1ª giornata
| La Tour-de-Peilz 4 settembre 2005 | Fribourg Cardinals | 52 – 0 | Monthey Rhinos |  |

| La Tour-de-Peilz 4 settembre 2005 | Fribourg Cardinals | 24 – 0 | Yverdon Ducs |  |

| La Tour-de-Peilz 4 settembre 2005 | Yverdon Ducs | 42 – 0 | Monthey Rhinos |  |

| La Tour-de-Peilz 4 settembre 2005 | Tour de Peilz Saints | 0 – 28 | La Côte Centurions |  |

| La Tour-de-Peilz 4 settembre 2005 | Tour de Peilz Saints | 0 – 12 | Lausanne Sharks |  |

#### 2ª giornata
| Monthey 11 settembre 2005 | La Côte Centurions | 6 – 18 | Tour de Peilz Saints |  |

| Monthey 11 settembre 2005 | Yverdon Ducs | 32 – 8 | Tour de Peilz Saints |  |

| Monthey 11 settembre 2005 | Monthey Rhinos | 6 – 24 | La Côte Centurions |  |

| Monthey 11 settembre 2005 | Monthey Rhinos | 0 – 26 | Lausanne Sharks |  |

| Monthey 11 settembre 2005 | Lausanne Sharks | 24 – 20 | Fribourg Cardinals |  |

#### 3ª giornata
| Yverdon-les-Bains 18 settembre 2005 | Fribourg Cardinals | 36 – 0 | La Côte Centurions |  |

| Yverdon-les-Bains 18 settembre 2005 | Yverdon Ducs | 6 – 14 | Fribourg Cardinals |  |

| Yverdon-les-Bains 18 settembre 2005 | Yverdon Ducs | 6 – 20 | Lausanne Sharks |  |

| Yverdon-les-Bains 18 settembre 2005 | Monthey Rhinos | 0 – 18 | Tour de Peilz Saints |  |

| Yverdon-les-Bains 18 settembre 2005 | Lausanne Sharks | 40 – 0 | La Côte Centurions |  |

#### 4ª giornata
| La Tour-de-Peilz 25 settembre 2005 | La Côte Centurions | 6 – 30 | Yverdon Ducs |  |

| La Tour-de-Peilz 25 settembre 2005 | La Côte Centurions | 48 – 8 | Monthey Rhinos |  |

| La Tour-de-Peilz 25 settembre 2005 | Yverdon Ducs | 22 – 0 | Monthey Rhinos |  |

| La Tour-de-Peilz 25 settembre 2005 | Tour de Peilz Saints | 6 – 14 | Lausanne Sharks |  |

| La Tour-de-Peilz 25 settembre 2005 | Lausanne Sharks | 6 – 6 | Fribourg Cardinals |  |

#### 5ª giornata
| Losanna 16 ottobre 2005 | Fribourg Cardinals | 20 – 0 | Tour de Peilz Saints |  |

| Losanna 16 ottobre 2005 | Monthey Rhinos | 0 – 22 | La Côte Centurions |  |

| Losanna 16 ottobre 2005 | Tour de Peilz Saints | 34 – 18 | Yverdon Ducs |  |

| Losanna 16 ottobre 2005 | Lausanne Sharks | 0 – 8 | Fribourg Cardinals |  |

### Classifica
La classifica della regular season è la seguente:
- PCT = percentuale di vittorie, G = partite giocate, V = partite vinte, N = partite pareggiate, P = partite perse, PF = punti fatti, PS = punti subiti
- La qualificazione ai playoff è indicata in verde

| Pos. | Squadra              | Punti | PCT  | G | V | N | P | PF  | PS  |
| ---- | -------------------- | ----- | ---- | - | - | - | - | --- | --- |
| 1    | Fribourg Cardinals   | 19    | .813 | 8 | 6 | 1 | 1 | 184 | 36  |
| 2    | Lausanne Sharks      | 19    | .813 | 8 | 6 | 1 | 1 | 142 | 46  |
| 3    | Yverdon Ducs         | 12    | .500 | 8 | 4 | 0 | 4 | 156 | 106 |
| 4    | La Côte Centurions   | 12    | .500 | 8 | 4 | 0 | 4 | 130 | 138 |
| 5    | Tour de Peilz Saints | 9     | .375 | 8 | 3 | 0 | 5 | 84  | 130 |
| 6    | Monthey Rhinos       | 0     | .000 | 8 | 0 | 0 | 8 | 14  | 254 |

## Playoff

### Finale 3º - 4º posto
| Friburgo 30 ottobre 2005, ore 10:30 | Tour de Peilz Saints | 12 – 0 | Yverdon Ducs |  |

### I NSFL Bowl
| Friburgo 30 ottobre 2005, ore 14:00 | Fribourg Cardinals | 6 – 0 | Lausanne Sharks |  |

## Verdetti
- Fribourg Cardinals Campioni NSFL Tackle Élite 2005